# Franz Burger (Fußballspieler)
Franz Karl Burger (* 23. September 1892 in Bruchsal; † 26. September 1940 in Karlsruhe) war ein deutscher Fußballspieler. „Burgerle“ galt als großes Torwarttalent, und wurde von seinem Karlsruher Trainer William Townley gar mit Karl Pekarna verglichen. Der stets in Schwarz auftretende „Kleine“ war bekannt für seine Eleganz und galt als überaus sympathisch und galt ab 1914 vielfach  als der beste deutsche Torwart, doch der aufkommende Weltkrieg verhinderte eine Länderspielkarriere.

## Karriere

### Karlsruher FV
Franz Burger wurde 1892 in Bruchsal geboren. Er gehörte dem Karlsruher FV an, für den er in den vom Verband Süddeutscher Fußball-Vereine ausgetragenen Meisterschaften im Südkreis von 1909 bis 1912 Punktspiele als Torhüter bestritt.
Während seiner (ersten) Vereinszugehörigkeit gewann er mit der Mannschaft sechs regionale Meisterschaften und einmal die Deutsche Meisterschaft, jedoch ohne in der Endrunde im Jahr 1910 eingesetzt worden zu sein, da der „Riese“ Adolf Dell erste Wahl gewesen ist.
Erst in der Folgesaison kam er zum Einsatz und debütierte am 7. Mai 1911 in Fürth beim 4:0-Sieg im Viertelfinale über den Rixdorfer FC Tasmania 1900. 14 Tage später wirkte er in Frankfurt am Main gegen die VfB Leipzig mit, gegen den der Vergleich mit 0:2 verloren wurde. Nachdem die Süddeutsche Meisterschaft zum dritten Mal in Folge 1912 errungen werden konnte, nahm er mit seiner Mannschaft erneut an der Endrunde um die Deutsche Meisterschaft teil.
Er wurde am 12. Mai 1912 beim 8:1-Sieg im Viertelfinale über den Cölner BC 01 in München-Gladbach eingesetzt, wie auch eine Woche später in Frankfurt am Main beim 3:1-Sieg über die SpVgg 1899 Leipzig. Sein letztes Endrundenspiel bestritt er am 26. Mai 1912 im Hamburger Finale gegen den Finalisten, den man 1910 mit 1:0 bezwungen hatte; doch diesmal gewann Holstein Kiel mit 1:0 durch den von Ernst Möller in der 52. Minute verwandelten Strafstoß.

### VfR Mannheim
Von Januar bis Juni 1913 spielte er für den VfR Mannheim im Westkreis, aus dem sein Verein als Sieger hervorging, damit zur Teilnahme an der Endrunde um die Süddeutsche Meisterschaft qualifiziert, diese als Viertplatzierter abschloss.

### Karlsruher FV
Zur Saison 1913/14 nach Karlsruhe zurückgekehrt, spielte er bis Saisonende 1917/18 erneut für den Karlsruher FV; allerdings mit mäßigem Erfolg, abstiegsbedingt war sein Verein ab Juli 1914 nur noch zweitklassig.

### BFC Preussen
Nach dem Ersten Weltkrieg schloss er sich zur Saison 1918/19 in Berlin dem BFC Preussen an, bestritt in den vom Verband Brandenburgischer Ballspielvereine in einer Gruppe mit 18 Mannschaften im Rundenturnier mit Hin- und Rückspiel ausgetragenen Meisterschaft seine Punktspiele und schloss seine „Berliner Zeit“ als Drittplatzierter ab.

### Karlsruher FV
Erneut nach Karlsruhe zurückgekehrt, spielte er von 1919 bis 1926 ein drittes Mal für den Karlsruher FV; die erste Saison in der Kreisliga Baden, anschließend in der Kreisliga Südwest, und erneut in der Kreisliga Baden, aus der der Abstieg in die Zweitklassigkeit resultierte. Erst in seiner letzten Saison, 1925/26, in der leistungsdichteren Bezirksliga Württemberg/Baden aufgestiegen, krönte er diesen mit der Bezirksmeisterschaft. In der sich anschließenden Endrunde um die Süddeutsche Meisterschaft belegte er mit seiner Mannschaft den letzten Platz von sechs qualifizierten Mannschaften.
Als Folge einer Augenverletzung, die er im Ersten Weltkrieg davontrug, erblindete er in späteren Jahren. Er starb er im September 1940 in Karlsruhe.

## Erfolge

### Karlsruher FV
- Deutscher Meister 1910 (ohne Einsatz)
- Zweiter der Deutschen Meisterschaft 1912
- Süddeutscher Meister 1910, 1911, 1912
- Bezirksmeister Württemberg/Baden 1926
- Südkreismeister 1910, 1911, 1912

### VfR Mannheim
- Westkreismeister 1913